# Svenska historiska föreningen
Svenska Historiska Föreningen är en ideell förening, bildad i Stockholm 1880.
Föreningen bildades som en "sammanslutning av de historiska studiernas idkare och vänner". Ändamålet enligt föreningens stadgar är att främja historisk forskning och historiskt studium samt att utbreda intresset för historia. Svenska Historiska Föreningen representerar också Sveriges historiker i den Nordiska historikerkommittén, som arrangerar de Nordiska historikermöten, och i den Internationella historikerkommittén. 

## Historisk tidskrift
Föreningen har sedan 1881 publicerat Historisk tidskrift, vilket länge utgjorde föreningens huvudsakliga verksamhet. 

## Svenska historikermötet
Sedan 1999 arrangerar föreningen, i samarbete med olika lärosäten, även återkommande vetenskapliga historikermöten, det Svenska historikermötet. 
Svenska historikermötet har hållits vid nedanstående lärosäten:
- 1999: Linköpings universitet
- 2002: Örebro universitet
- 2005: Uppsala universitet
- 2008: Lunds universitet
- 2011: Göteborgs universitet
- 2014: Stockholms universitet
- 2017: Mittuniversitetet (campus Sundsvall)
- 2009: Linnéuniversitetet (campus Växjö)
- 2023: Umeå universitet

2026 års svenska historikermöte kommer att hållas vid Malmö universitet. 